# By the Way (Red-Hot-Chili-Peppers-Lied)
By the Way (englisch für „übrigens“ oder „nebenbei“) ist ein Lied der US-amerikanischen Rockband Red Hot Chili Peppers. Der Song ist die erste Singleauskopplung ihres gleichnamigen achten Studioalbums By the Way und wurde am 10. Juni 2002 veröffentlicht.

## Inhalt
By the Way handelt unterschwellig von der Liebe zu einer Frau. Musikalisch wechselt der Song zwischen dem melodiösen Refrain und den schnellen, rockigen Strophen.

“Standing in line to see the show tonight

And there’s a light on, heavy glow

By the way, I tried to say

I’d be there waiting for

Dani, the girl, is singing songs to me

Beneath the marquee, overload”

## Produktion
By the Way wurde von dem US-amerikanischen Musikproduzenten Rick Rubin produziert. Als Autoren fungierten die vier Bandmitglieder Flea, John Frusciante, Anthony Kiedis und Chad Smith.

## Musikvideo
Bei dem zu By the Way gedrehten Musikvideo, das vom mexikanischen Film Amores Perros inspiriert wurde, führte das US-amerikanische Regisseur-Duo Jonathan Dayton und Valerie Faris Regie. Auf YouTube verzeichnet das Video über 140 Millionen Aufrufe (Stand April 2020).
Zu Beginn steigt Sänger Anthony Kiedis in ein Taxi ein. Der Taxifahrer (gespielt von Dave Sheridan) ist Fan der Band und erkennt ihn. Um Kiedis zu gefallen, legt er die Single By the Way in den CD-Spieler des Autos ein. Während der Taxifahrer das Lied mitsingt, rast er immer schneller durch die Straßen von Los Angeles und verschließt die Autotüren. Als Kiedis nach seinem Handy greift, um Hilfe zu rufen, bremst der Fahrer so stark, dass das Telefon nach vorne fliegt. Die schnelle Fahrt geht weiter bis zu einer Brücke, unter der das Taxi hält. Nun steigt der Fahrer aus und beginnt vor Kiedis wild zum Song zu tanzen. Währenddessen textet der Sänger über einen Pager seinen Bandkollegen Flea und John Frusciante (die gerade zusammen Kaffee trinken), dass er entführt wurde. Diese halten es erst für einen Scherz, doch machen sich nach seiner zweiten Nachricht im Auto auf den Weg, um ihn zu retten. Es kommt zu einer Verfolgungsjagd durch die Straßen der Stadt, an deren Ende Kiedis die Scheibe einschlägt und durch das Fenster in das Auto seiner Kollegen springt. Am Schluss des Videos steigt das vierte Bandmitglied Chad Smith, der von alldem nichts mitgekriegt hat, in genau dasselbe Taxi ein.

## Single

### Covergestaltung
Das Singlecover zeigt einen gemalten Tierkopf. Im Vordergrund befindet sich in großen roten Buchstaben der Schriftzug Red Hot Chili Peppers. Der Titel By the Way ist deutlich kleiner in Schwarz über den Tierkopf geschrieben.

### Titelliste
1. By the Way – 3:37
2. Time – 3:47
3. Teenager in Love – 3:01

### Chartplatzierungen
By the Way stieg am 8. Juli 2002 auf Platz 22 in die deutschen Charts ein und konnte sich insgesamt 13 Wochen lang in den Top 100 halten. Besonders erfolgreich war der Song in Italien, wo er die Chartspitze belegte. Zudem erreichte das Lied die Top 10 unter anderem im Vereinigten Königreich, in Finnland, Spanien, Norwegen, Dänemark, Australien, Österreich, Schweden und der Schweiz.
| ChartsChartplatzierungen       | Höchstplatzierung | Wochen |
| ------------------------------ | ----------------- | ------ |
| Deutschland (GfK)              | 22 (13 Wo.)       | 13     |
| Österreich (Ö3)                | 7 (19 Wo.)        | 19     |
| Schweiz (IFPI)                 | 8 (20 Wo.)        | 20     |
| Vereinigtes Königreich (OCC)   | 2 (10 Wo.)        | 10     |
| Vereinigte Staaten (Billboard) | 34 (20 Wo.)       | 20     |

| ChartsJahrescharts (2002)    | Platzierung |
| ---------------------------- | ----------- |
| Österreich (Ö3)              | 57          |
| Schweiz (IFPI)               | 30          |
| Vereinigtes Königreich (OCC) | 92          |

### Verkaufszahlen und Auszeichnungen
By the Way wurde 2012 für mehr als zwei Millionen Verkäufe in den Vereinigten Staaten mit einer doppelten Platin-Schallplatte ausgezeichnet. Im Vereinigten Königreich erhielt die Single für über 600.000 verkaufte Einheiten im Jahr 2020 eine Platin-Schallplatte.

| Land/Region                  | Auszeichnungen für Musikverkäufe (Land/Region, Auszeichnung, Verkäufe) | Verkäufe  |
| ---------------------------- | ---------------------------------------------------------------------- | --------- |
| Australien (ARIA)            | Gold                                                                   | 35.000    |
| Italien (FIMI)               | Gold                                                                   | 25.000    |
| Japan (RIAJ)                 | Gold                                                                   | 100.000   |
| Neuseeland (RMNZ)            | 2× Platin                                                              | 60.000    |
| Spanien (Promusicae)         | Gold                                                                   | 30.000    |
| Vereinigte Staaten (RIAA)    | 2× Platin                                                              | 2.000.000 |
| Vereinigtes Königreich (BPI) | Platin                                                                 | 600.000   |
| Insgesamt                    | 4× Gold · 5× Platin ·                                                  | 2.850.000 |

Hauptartikel: Red Hot Chili Peppers/Auszeichnungen für Musikverkäufe